# Водоспад Головкінського
Водоспад Головкінського — розташований на півдні Криму, на р. Узень-Баш, в ущелині Яман-Дере, яка бере початок на північних схилах Бабуган-яйли. Включає Верхній водоспад, Каскад водоспадів. Має круте падіння. Названо на честь вченого-гідрогеолога М.О. Головкінського, який працював у Криму.
На захід від ущелини і водоспаду — Хребет Коник.

## Світлини

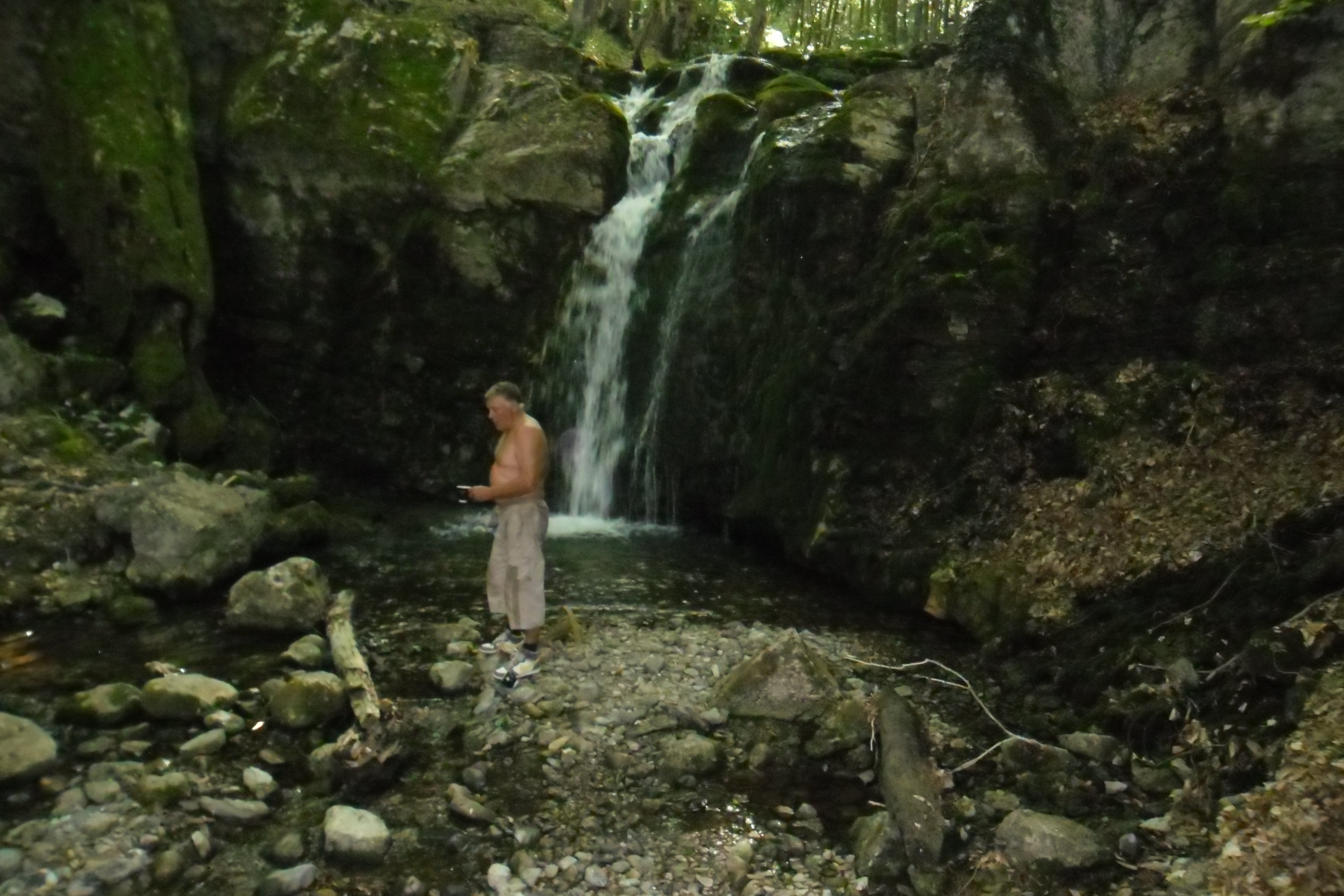
Вода тут настільки чиста, що можна пити з річки
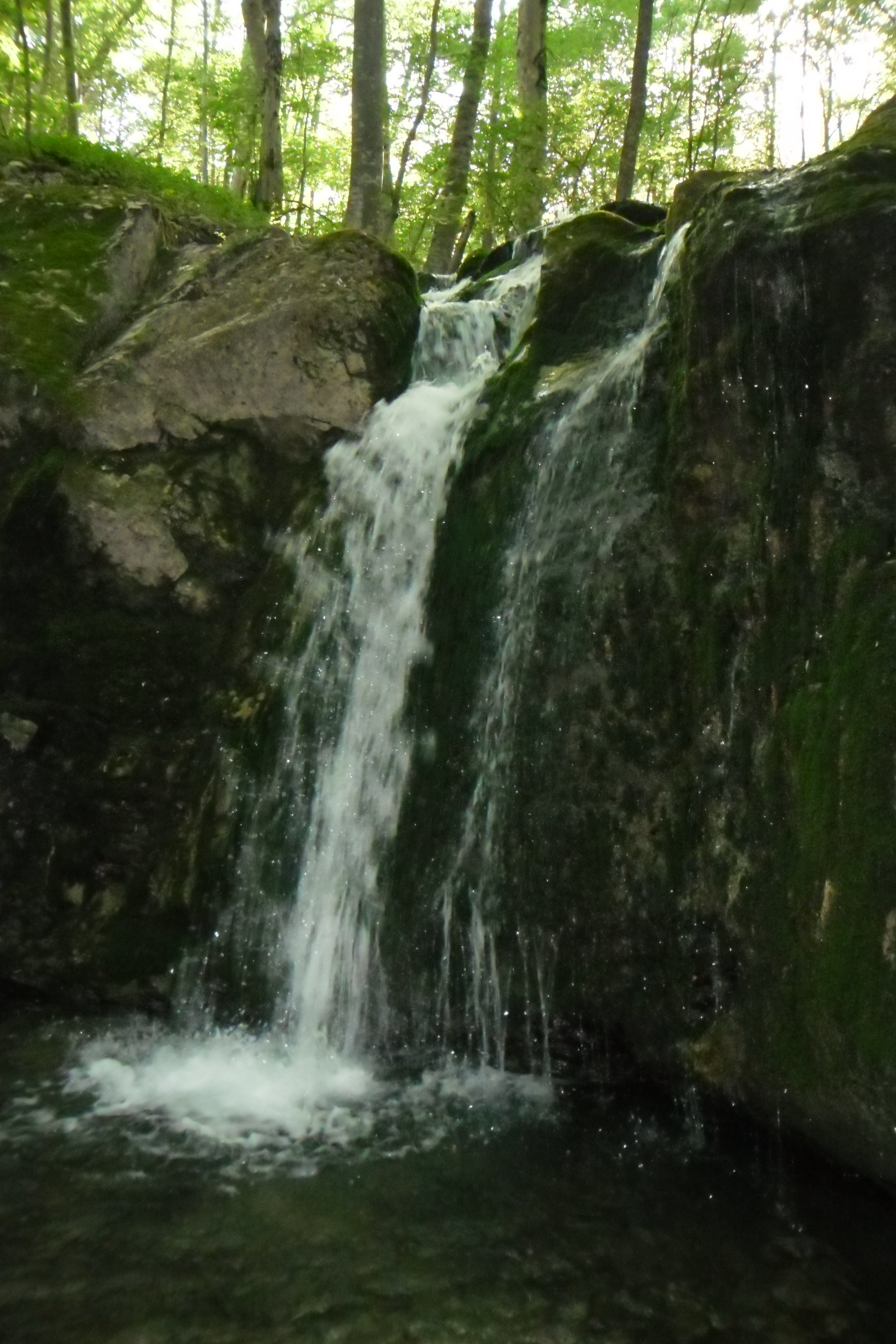
Верхній водоспад Головкінського. Червень 2012 р.